# Hymenophyllum walleri
Hymenophyllum walleri là một loài dương xỉ trong họ Hymenophyllaceae. Loài này được Maiden & Betche mô tả khoa học đầu tiên năm 1911.
Danh pháp khoa học của loài này chưa được làm sáng tỏ. 